# Slezský barevnohlávek
Slezský barevnohlávek je plemeno holuba domácího pocházející ze Slezska. Je to létavý holub polního typu s vynikající užitkovostí v extenzivních chovech. V seznamu plemen EE a v českém vzorníku plemen náleží mezi užitkové holuby, neboli holuby tvaru, a to pod číslem 0064. Někdy je řazen též mezi holuby barevné.
Oblastí původu slezského barevnohlávka je zejména Opavsko, odkud se barevnohlávek nejprve rozšířil do celého Slezska a pak do dalších oblastí. Plemeno se rozpadá do několika národních rázů: V Česku a na Slovensku se slezský barevnohlávek chová s opeřenými běháky, tzv. punčoškami, v Německu se chovají především barevnohlávci bezrousí. Němečtí nebo polští barevnohlávci mohou být i chocholatí. V Německu byl vyšlechtěn i rousný barevnohlávek, německý rousný typ se liší též zbarvením, tmavá barva krku pokračuje až na vole a dosahuje k přednímu okraji hřebenu hrudní kosti. U bezrousých německých barevnohlávků se zase dává přednost ptákům s tmavýma očima.
Slezský barevnohlávek, jak je chován na českém území, je středně velký holub polního typu, proporcemi připomíná divokého holuba skalního. Hlava je zakulacená s výrazným čelem, bez chocholky, linie hlavy tvořená čelem, temenem a týlem tvoří ladně vypjatou křivku. Zobák je poměrně slabý, s nevýrazným ozobím. Barva duhovky u modrého a černého barevného rázu je červená, u červených a žlutých žlutočervená, oči jsou velké a výrazné. Krk je středně dlouhý a plynule přechází v přiměřeně dlouhý, svalnatý, lehce nazad skloněný trup, hruď je široká a dobře vyklenutá, křídla silná, vpředu lehce odstávající od těla. Ocas je nesený v linii hřbetu. Nohy jsou středně vysoké. Slezský barevnohlávek českých zemí je tzv. punčoškatý, celé běháky jsou porostlé krátkým peřím, které sahá až k prstům nebo až na vnější prst.
Barevnohlávek získal jméno podle typické kresby: základní barva je bílá, hlava a ocas jsou barevné. Zbarvení hlavy sahá do zátylí, odkud pokračuje přes strany krku na hrdlo v asi 1 cm široký barevný obojek. Ten vpředu zabírá asi 1/3 krku. Na ocase jsou barevná rýdovací pera, horní ocasní krovky, část peří kostřece a celý podocasní klín. Barevné plochy by měly být sytě zbarvené a přechody mezi barevným a bílým peřím ostré. Plemeno se chová ve čtyřech barevných varietách: modré, černé, červené a žluté.
Barevnohlávek je skvělým ptákem do volných užitkových chovů: je nenáročný, otužilý, létavý a velmi ostražitý, takže odolává dravcům. Dále je tento holub vynikající a náruživý polař, který si spoustu potravy umí obstarat sám a v průběhu roku mu stačí jen přikrmování. Samozřejmostí je dobrá plodnost a k výhodám patří také převážně bílá barva opeření, která usnadňuje kuchyňské zpracování.